# Joey Cavalieri
Joey Cavalieri (geb. vor 1979) ist ein US-amerikanischer Comicautor und Verlagsredakteur.

## Leben
Cavalieri ist seit 1979 in der Comicbranche tätig. Nachdem er zunächst von 1979 bis 1982 als freischaffender Autor für den US-Marktriesen DC-Comics gearbeitet hatte, erhielt er dort 1982 einen festen Vertrag als Autor. Nachdem er bis 1992 für DC diverse Serien verfasste, wechselte Cavalieri als Verlagsredakteur zu dessen Konkurrenten Marvel Comics, bevor er 1996 zu seinem alten Arbeitgeber zurückkehrte, wo er 2005 zum Senior Editor befördert wurde.
Zu den von ihm als Autor betreuten Serien zählen unter anderem Huntress, The Oz-Wonderland War, The Flash und World’s Finest Comics (für DC) und Marvel 2099 (für Marvel).
Darüber hinaus ist Cavalieri als Dozent an der School of Visual Arts tätig und wurde von 1997 bis 2000 sowie von 2002 bis 2004 vom Comics Buyer’s Guide bei dessen jährlicher Wahl zum beliebtesten Redakteur (Favorite Editor) nominiert.
| Personendaten    | Personendaten                                     |
| ---------------- | ------------------------------------------------- |
| NAME             | Cavalieri, Joey                                   |
| KURZBESCHREIBUNG | US-amerikanischer Comicautor und Verlagsredakteur |
| GEBURTSDATUM     | vor 1979                                          |